# Anastassija Dawydowna Wirsaladse
Anastassija Dawydowna Wirsaladse (georgisch ანასტასია დავითის ასული ვირსალაძე; russisch Анастасия Давыдовна Вирсаладзе, wiss. Transliteration Anastasija Davydovna Virsaladze; * 11. November 1883 in Kutaissi; † 5. September 1968 in Tiflis) war eine georgische Pianistin und Klavierpädagogin, die lange Zeit am Konservatorium Tiflis unterrichtete. Anastassija Wirsaladse war die Großmutter der georgischen Pianistin Elisso Wirsaladse, die sie auch anfangs im Klavierspiel unterrichtet hat.

## Leben und Werk
Anastassija Wirsaladse studierte in Sankt Petersburg bei Anna Nikolajewna Jessipowa. Wirsaladse  wurde Klavierlehrerin und war eine der Gründerinnen der georgischen Klavierschule. 1921 begann sie, am Konservatorium in Tiflis Klavier zu unterrichten. 1929 wurde sie zur Professorin ernannt. Seit 1932 war sie Leiterin der Klavierabteilung. Insgesamt unterrichtete sie von 1921 bis 1946 an diesem Konservatorium. Im Jahr 1935 war sie Jury-Mitglied beim Zweiten All-Union Pianisten Wettbewerb und im Jahr 1937 beim dritten dieser Wettbewerbe. Ihre Enkelin, Elisso Wirsaladse, studierte ab dem Alter von 8 Jahren mit ihr. Anastassija Wirsaladse unterrichtete Dmitri Alexandrowitsch Baschkirow, Lew Wlassenko, Dawid Toradse und  weitere Klaviertalente in Tiflis. Anastassija Wirsaladse stand für eine Klavierschule, die sich durch einen Stil des raffinierten Geschmackes und für hohe Klangkultur auszeichnete. Wirsaladse ist Autorin einer Reihe methodischer Einführungen in das Klavierspiel. Sie hat darüber hinaus Erinnerungen an ihre Lehrerin Anna Nikolajewna Jessipowa verfasst.
Elisso Wirsaladse beschreibt ihre Großmutter als Pianistin in einem Interview folgendermaßen: „Sie spielte sehr gut Klavier. Sie hatte aber immer Probleme mit den Händen, vielleicht weil sie als Kind nicht die richtige Ausbildung erhalten hat. Sie studierte dann aber in St. Petersburg und hatte damals eine großartige Karriere und war wahrscheinlich die erste russische Pianistin, die in den USA auftrat. Dort lernte sie auch die amerikanischen Komponisten kennen und spielte diese immer mehr. Sie war nicht wirklich eine reisende Konzertpianistin, wie man es heute kennt, denn das war in dem Maße damals auch gar nicht möglich.“

## Auszeichnungen
Eine Kunstschule in Tiflis trägt den Namen von Anastassija Wirsaladse. 1942 erhielt sie die Auszeichnung Verdienter Künstler der Georgischen Sowjetrepublik, 1953 erhielt sie den Lenin-Orden, 1958 den Orden des Roten Banners der Arbeit und 1960 die Auszeichnung Volkskünstler der Georgischen Sowjetrepublik.